# Wind: A Breath of Heart
Wind: A Breath of Heart és una novel·la visual feta per un estudi de videojocs japonès dit Minori. El seu primer lliurament fou per PC el 19 d'abril de 2002 amb contingut adult. Fou més tard portat per Sega Dreamcast i PlayStation 2 per Alchemist en 2003 amb el contingut per adults eliminat. Té veus de diàleg per a tots els personatges excepte per al protagonista. Fou adaptat a una sèrie d'anime series amb tretze episodis i quatre episodis especials (9.5, 10.4, 10.8 i 12.5), a quatre OVAs, i amb un manga.